# 加布尔
加布尔（法語：Gabre，法語發音：[ɡabʁ]）是法国阿列日省的一个市镇，属于帕米耶区。

## 地理
加布尔（43°4'30"N, 1°25'3"E）面积13.36 平方千米，位于法国奧克西塔尼大區阿列日省，该省份为法国西南部内陆省份，西部和北部与上加龙省接壤，东临奥德省，东南至东比利牛斯省接壤，南与安道尔和西班牙接壤。
与加布尔接壤的市镇（或旧市镇、城区）包括：艾格然特、塞鲁堡、勒马斯达济勒、蒙泰居普朗托雷勒、帕耶斯、萨巴拉特。

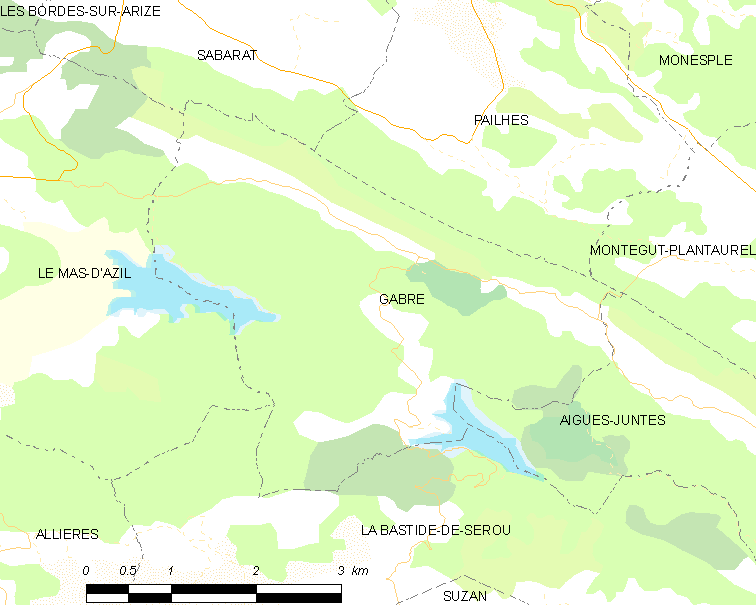
加布尔的OSM定位图

加布尔的时区为UTC+01:00、UTC+02:00（夏令时）。

## 行政
加布尔的邮政编码为09290，INSEE市镇编码为09127。

## 政治
加布尔所属的省级选区为阿里兹-莱兹县。

## 人口

1962-2008年间加布尔人口变化图示

加布尔于2022年1月1日时的人口数量为124人。